# Ballspielverein Borussia 09 Dortmund 2001-2002
Questa voce raccoglie le informazioni riguardanti il Ballspielverein Borussia 09 Dortmund nelle competizioni ufficiali della stagione 2001-2002.

## Stagione
Nella stagione 2001-2002 il Borussia Dortmund, allenato da Matthias Sammer, concluse il campionato di Bundesliga al 1º posto. In Coppa di Germania il Borussia Dortmund fu eliminato al primo turno dal Wolfsburg II. In Coppa di Lega il Borussia Dortmund fu eliminato in semifinale dallo Schalke 04. In Champions League il Borussia Dortmund fu eliminato alla fase a gironi. In Coppa UEFA il Borussia Dortmund perse la finale con il Feyenoord.

## Rosa
| N. |                                | Ruolo | Calciatore      |
| -- | ------------------------------ | ----- | --------------- |
| 1  | Germania (bandiera)            | P     | Jens Lehmann    |
| 2  | Germania (bandiera)            | D     | Christian Wörns |
| 3  | Brasile (bandiera)             | D     | Evanílson       |
| 4  | Serbia e Montenegro (bandiera) | C     | Miroslav Stević |
| 5  | Germania (bandiera)            | D     | Jürgen Kohler   |
| 6  | Germania (bandiera)            | D     | Jörg Heinrich   |
| 7  | Germania (bandiera)            | D     | Stefan Reuter   |
| 8  | Rep. Ceca (bandiera)           | A     | Jan Koller      |
| 10 | Rep. Ceca (bandiera)           | C     | Tomáš Rosický   |
| 11 | Germania (bandiera)            | A     | Heiko Herrlich  |
| 12 | Brasile (bandiera)             | A     | Ewerthon        |
| 13 | Italia (bandiera)              | A     | Giuseppe Reina  |
| 14 | Costa d'Avorio (bandiera)      | C     | Guy Demel       |
| 15 | Nigeria (bandiera)             | C     | Sunday Oliseh   |
| 17 | Brasile (bandiera)             | D     | Dedê            |

| N. |                     | Ruolo | Calciatore          |
| -- | ------------------- | ----- | ------------------- |
| 18 | Germania (bandiera) | C     | Lars Ricken         |
| 19 | Ghana (bandiera)    | C     | Otto Addo           |
| 20 | Germania (bandiera) | P     | Philipp Laux        |
| 21 | Germania (bandiera) | D     | Christoph Metzelder |
| 22 | Brasile (bandiera)  | A     | Amoroso             |
| 23 | Algeria (bandiera)  | D     | Ahmed Madouni       |
| 25 | Germania (bandiera) | C     | Sebastian Kehl      |
| 27 | Germania (bandiera) | A     | David Odonkor       |
| 28 | Germania (bandiera) | C     | Francis Bugri       |
| 29 | Norvegia (bandiera) | A     | Jan-Derek Sørensen  |
| 31 | Germania (bandiera) | A     | Emmanuel Krontiris  |
| 32 | Germania (bandiera) | P     | Alexander Kuschmann |
| 33 | Germania (bandiera) | C     | Florian Kringe      |
| 34 | Germania (bandiera) | P     | Michael Ratajczak   |
| 38 | Germania (bandiera) | D     | Florian Thorwart    |

## Organigramma societario
Area tecnica
- Allenatore: Matthias Sammer
- Allenatore in seconda: Uwe Neuhaus
- Preparatore dei portieri: Michael Stahl
- Preparatori atletici: Christian Kolodziej, Markus Zetlmeisl, Günter Jonczyk, Peter Kuhnt, Frank Zöllner

## Calciomercato

### Sessione estiva
| Acquisti | Acquisti      | Acquisti    | Acquisti |
| R.       | Nome          | da          | Modalità |
| -------- | ------------- | ----------- | -------- |
| A        | Ewerthon      | Corinthians |          |
| A        | Amoroso       | Parma       |          |
| C        | Guy Demel     | Arsenal     |          |
| A        | Jan Koller    | Anderlecht  |          |
| D        | Ahmed Madouni | Montpellier |          |

| Cessioni | Cessioni              | Cessioni             | Cessioni |
| R.       | Nome                  | da                   | Modalità |
| -------- | --------------------- | -------------------- | -------- |
| A        | Conor Casey           | Hannover 96          |          |
| A        | Victor Ikpeba         | Real Betis           |          |
| P        | Matthias Kleinsteiber | RW Oberhausen        |          |
| C        | Marco Löring          | Borussia Dortmund II |          |
| C        | Christian Nerlinger   | Rangers              |          |

### Sessione invernale
| Acquisti | Acquisti       | Acquisti | Acquisti |
| R.       | Nome           | da       | Modalità |
| -------- | -------------- | -------- | -------- |
| C        | Sebastian Kehl | Friburgo |          |

| Cessioni | Cessioni    | Cessioni | Cessioni |
| R.       | Nome        | da       | Modalità |
| -------- | ----------- | -------- | -------- |
| A        | Fredi Bobic | Bolton   |          |

## Risultati

### Bundesliga

#### Girone di andata
| Arbitro: | Weiner |

|                  |           |  |
| Amoroso 12’, 33’ | Marcatori |  |

| Arbitro: | Fleischer |

|  |           |                        |
|  | Marcatori | 52’ Amoroso 87’ Stević |

| Arbitro: | Wack |

|                                               |           |  |
| Amoroso 29’ Ricken 33’ Koller 41’ Rosický 84’ | Marcatori |  |

| Arbitro: | Albrecht |

|  |           |                       |
|  | Marcatori | 4’ Rosický 13’ Oliseh |

| Arbitro: | Fröhlich |

|  |           |                                 |
|  | Marcatori | 22’ Salihamidžić 58’ Santa Cruz |

| Arbitro: | Fandel |

|            |           |  |
| Möller 17’ | Marcatori |  |

| Arbitro: | Jansen |

|            |           |              |
| Amoroso 7’ | Marcatori | 79’ Berbatov |

| Arbitro: | Sippel |

|            |           |                         |
| Meggle 77’ | Marcatori | 12’ Ewerthon 33’ Koller |

| Arbitro: | Aust |

|                 |           |                         |
| Demo 78’ (rig.) | Marcatori | 13’ Ricken 23’ Ewerthon |

| Arbitro: | Berg |

|  |           |                        |
|  | Marcatori | 44’ Coulibaly 90’ Kehl |

| Arbitro: | Kemmling |

|  |           |                        |
|  | Marcatori | 78’ Ricken 83’ Amoroso |

| Arbitro: | Stark |

|            |           |  |
| Ricken 51’ | Marcatori |  |

| Arbitro: | Koop |

|            |           |                                            |
| Häßler 78’ | Marcatori | 61’ Ewerthon 70’ Koller 81’ (rig.) Amoroso |

| Arbitro: | Wagner |

|                                      |           |  |
| Ewerthon 77’ Amoroso 86’ (rig.), 90’ | Marcatori |  |

| Arbitro: | Fandel |

|  |           |                                 |
|  | Marcatori | 17’ (rig.) Amoroso 42’ Ewerthon |

| Arbitro: | Fleischer |

|            |           |  |
| Ricken 50’ | Marcatori |  |

| Arbitro: | Berg |

|            |           |              |
| Frings 40’ | Marcatori | 56’ Ewerthon |

#### Girone di ritorno
| Arbitro: | Meyer |

|                     |           |                       |
| Müller 52’ Nikl 66’ | Marcatori | 73’ Ricken 76’ Stević |

| Arbitro: | Aust |

|                          |           |               |
| Koller 7’, 54’ Wörns 76’ | Marcatori | 71’ Neuendorf |

| Arbitro: | Merk |

|                  |           |             |
| Marić 36’ (rig.) | Marcatori | 3’ Heinrich |

| Arbitro: | Weiner |

|                          |           |  |
| Ewerthon 66’ Amoroso 81’ | Marcatori |  |

| Arbitro: | Steinborn |

|           |           |             |
| Élber 81’ | Marcatori | 78’ Amoroso |

| Arbitro: | Wack |

|              |           |              |
| Ewerthon 50’ | Marcatori | 17’ Kamphuis |

| Arbitro: | Fleischer |

|                                                   |           |  |
| Ballack 32’ Ramelow 50’ Neuville 64’ Berbatov 74’ | Marcatori |  |

| Arbitro: | Fröhlich |

|                    |           |                 |
| Amoroso 83’ (rig.) | Marcatori | 32’ Patschinski |

| Arbitro: | Gagelmann |

|                                                  |           |                 |
| Nielsen 10’ (aut.) Amoroso 63’ (rig.) Koller 77’ | Marcatori | 48’ (aut.) Dedê |

| Arbitro: | Fandel |

|                 |           |                                                    |
| K'obiashvili 9’ | Marcatori | 15’ Evanílson 64’ Dedê 66’ Amoroso 69’, 70’ Koller |

| Arbitro: | Wagner |

|                                    |           |  |
| Ewerthon 28’ Rosický 35’ Reina 80’ | Marcatori |  |

| Arbitro: | Merk |

|                                  |           |                      |
| Dundee 33’ Meißner 37’ Ganea 63’ | Marcatori | 51’ Wörns 78’ Koller |

| Arbitro: | Weiner |

|                       |           |             |
| Kehl 20’ Heinrich 26’ | Marcatori | 12’ Schroth |

| Arbitro: | Albrecht |

|                |           |  |
| Pettersson 48’ | Marcatori |  |

| Arbitro: | Fleischer |

|                                |           |             |
| Rosický 21’ Amoroso 89’ (rig.) | Marcatori | 56’ Lottner |

| Arbitro: | Fandel |

|                                        |           |                                                |
| Wicky 42’ (rig.) Hoogma 80’ Meijer 90’ | Marcatori | 36’ (rig.), 63’ Amoroso 38’ Rosický 86’ Koller |

| Arbitro: | Steinborn |

|                         |           |              |
| Koller 41’ Ewerthon 74’ | Marcatori | 17’ Stalteri |

### Coppa di Germania
| Arbitro: | Schößling |

|               |           |  |
| Vandreike 64’ | Marcatori |  |

### Coppa di Lega
| Arbitro: | Wagner |

|                               |                      |                                          |
| Kohler 61’                    | Marcatori            | 47’ Müller                               |
| Rosický Evanílson Dedê Koller | Tiri di rigore 3 – 1 | Tskitishvili Iashvili K'obiashvili Zeyer |

| Arbitro: | Wack |

|               |           |           |
| Agali 2’, 12’ | Marcatori | 75’ Bobic |

### Champions League

#### Fase di qualificazione
| Arbitro: | Fisker |

|  |           |                       |
|  | Marcatori | 35’ Ricken 73’ Oliseh |

| Arbitro: | Nilsson |

|                             |           |             |
| Koller 50’, 68’ Amoroso 64’ | Marcatori | 7’ Aghahowa |

#### Fase a gironi
| Arbitro: | Micheľ |

|                             |           |                        |
| Melashchenko 15’ Idahor 45’ | Marcatori | 56’ Koller 74’ Amoroso |

| Dortmund 19 settembre 2001, ore 20:45 CEST 2ª giornata | Borussia Dortmund | 0 – 0 referto | Liverpool | Westfalenstadion (50 000 spett.)\| Arbitro: \| Ivanov \| |
| Arbitro:                                               | Ivanov            |               |           |                                                          |

| Arbitro: | Pedersen |

|                       |           |             |
| Silva 23’ Sánchez 39’ | Marcatori | 76’ Amoroso |

| Arbitro: | Braschi |

|                       |           |             |
| Ricken 50’ Koller 68’ | Marcatori | 33’ Goulart |

| Arbitro: | Vassaras |

|             |           |  |
| Rosický 34’ | Marcatori |  |

| Arbitro: | Nielsen |

|                       |           |  |
| Šmicer 15’ Wright 82’ | Marcatori |  |

### Coppa UEFA
| Arbitro: | Riley |

|  |           |              |
|  | Marcatori | 90’ Herrlich |

| Arbitro: | McCurry |

|              |           |  |
| Sørensen 89’ | Marcatori |  |

| Arbitro: | Ibáñez |

|            |           |              |
| Bassir 74’ | Marcatori | 68’ Ewerthon |

| Dortmund 28 febbraio 2002, ore 20:30 CET Ottavi di finale | Borussia Dortmund | 0 – 0 referto | Lilla | Westfalenstadion (43 000 spett.)\| Arbitro: \| Messina \| |
| Arbitro:                                                  | Messina           |               |       |                                                           |

| Praga 14 marzo 2002, ore 20:25 CET Quarti di finale | Slovan Liberec | 0 – 0 referto | Borussia Dortmund | Stadion Letná (14 458 spett.)\| Arbitro: \| Pereira \| |
| Arbitro:                                            | Pereira        |               |                   |                                                        |

| Arbitro: | Braschi |

|                                                |           |  |
| Amoroso 51’ Koller 57’ Ricken 71’ Ewerthon 90’ | Marcatori |  |

| Arbitro: | Poll |

|                                          |           |  |
| Amoroso 8’ (rig.), 34’, 38’ Heinrich 62’ | Marcatori |  |

| Arbitro: | Veissière |

|                                            |           |            |
| Inzaghi 11’ Contra 19’ Serginho 90’ (rig.) | Marcatori | 90’ Ricken |

| Arbitro: | Pereira |

|                                            |           |                               |
| van Hooijdonk 33’ (rig.), 40’ Tomasson 50’ | Marcatori | 47’ (rig.) Amoroso 58’ Koller |

## Statistiche

### Statistiche di squadra
| Competizione      | Punti | In casa | In casa | In casa | In casa | In casa | In casa | In trasferta | In trasferta | In trasferta | In trasferta | In trasferta | In trasferta | Totale | Totale | Totale | Totale | Totale | Totale | DR  |
| Competizione      | Punti | G       | V       | N       | P       | Gf      | Gs      | G            | V            | N            | P            | Gf           | Gs           | G      | V      | N      | P      | Gf     | Gs     | DR  |
| ----------------- | ----- | ------- | ------- | ------- | ------- | ------- | ------- | ------------ | ------------ | ------------ | ------------ | ------------ | ------------ | ------ | ------ | ------ | ------ | ------ | ------ | --- |
| Bundesliga        | 70    | 17      | 12      | 3       | 2       | 31      | 12      | 17           | 9            | 4            | 4            | 31           | 21           | 34     | 21     | 7      | 6      | 62     | 33     | +29 |
| Coppa di Germania | -     | 0       | 0       | 0       | 0       | 0       | 0       | 1            | 0            | 0            | 1            | 0            | 1            | 1      | 0      | 0      | 1      | 0      | 1      | -1  |
| Coppa di Lega     | -     | 1       | 0       | 1       | 0       | 1       | 1       | 1            | 0            | 0            | 1            | 1            | 2            | 2      | 0      | 1      | 1      | 2      | 3      | -1  |
| Champions League  | -     | 4       | 3       | 1       | 0       | 6       | 2       | 4            | 1            | 1            | 2            | 5            | 6            | 8      | 4      | 2      | 2      | 11     | 8      | +3  |
| Coppa UEFA        | -     | 4       | 3       | 1       | 0       | 9       | 0       | 5            | 1            | 2            | 2            | 5            | 7            | 9      | 4      | 3      | 2      | 14     | 7      | +7  |
| Totale            | 70    | 26      | 18      | 6       | 2       | 47      | 15      | 28           | 11           | 7            | 10           | 42           | 37           | 54     | 29     | 13     | 12     | 89     | 52     | +37 |

### Andamento in campionato
| Giornata  | 1 | 2 | 3 | 4 | 5 | 6 | 7 | 8 | 9 | 10 | 11 | 12 | 13 | 14 | 15 | 16 | 17 | 18 | 19 | 20 | 21 | 22 | 23 | 24 | 25 | 26 | 27 | 28 | 29 | 30 | 31 | 32 | 33 | 34 |
| --------- | - | - | - | - | - | - | - | - | - | -- | -- | -- | -- | -- | -- | -- | -- | -- | -- | -- | -- | -- | -- | -- | -- | -- | -- | -- | -- | -- | -- | -- | -- | -- |
| Luogo     | C | T | C | T | C | T | C | T | T | C  | T  | C  | T  | C  | T  | C  | T  | T  | C  | T  | C  | T  | C  | T  | C  | C  | T  | C  | T  | C  | T  | C  | T  | C  |
| Risultato | V | V | V | V | P | P | N | V | V | P  | V  | V  | V  | V  | V  | V  | N  | N  | V  | N  | V  | N  | N  | P  | N  | V  | V  | V  | P  | V  | P  | V  | V  | V  |
| Posizione | 4 | 3 | 1 | 1 | 2 | 4 | 4 | 4 | 4 | 4  | 4  | 3  | 4  | 3  | 2  | 2  | 2  | 2  | 2  | 1  | 1  | 1  | 1  | 2  | 2  | 2  | 2  | 2  | 2  | 2  | 2  | 2  | 1  | 1  |

Legenda:

Luogo: C = Casa; T = Trasferta. Risultato: V = Vittoria; N = Pareggio; P = Sconfitta.

### Statistiche dei giocatori
| Giocatore      | Bundesliga | Bundesliga | Bundesliga  | Bundesliga | Coppa di Germania | Coppa di Germania | Coppa di Germania | Coppa di Germania | Coppa di Lega | Coppa di Lega | Coppa di Lega | Coppa di Lega | Champions League Coppa UEFA | Champions League Coppa UEFA | Champions League Coppa UEFA | Champions League Coppa UEFA | Totale   | Totale | Totale      | Totale     |
| Giocatore      | Presenze   | Reti       | Ammonizioni | Espulsioni | Presenze          | Reti              | Ammonizioni       | Espulsioni        | Presenze      | Reti          | Ammonizioni   | Espulsioni    | Presenze                    | Reti                        | Ammonizioni                 | Espulsioni                  | Presenze | Reti   | Ammonizioni | Espulsioni |
| -------------- | ---------- | ---------- | ----------- | ---------- | ----------------- | ----------------- | ----------------- | ----------------- | ------------- | ------------- | ------------- | ------------- | --------------------------- | --------------------------- | --------------------------- | --------------------------- | -------- | ------ | ----------- | ---------- |
| O. Addo        | 8          | 0          | 1           | 0          | 0                 | 0                 | 0                 | 0                 | 1             | 0             | 0             | 0             | 3                           | 0                           | 0                           | 0                           | 12       | 0      | 1           | 0          |
| M. Amoroso     | 31         | 18         | 6           | 0          | 1                 | 0                 | 0                 | 0                 | 1             | 0             | 1             | 0             | 13                          | 8                           | 2                           | 1                           | 46       | 26     | 9           | 1          |
| F. Bobic       | 3          | 0          | 0           | 0          | 1                 | 0                 | 0                 | 0                 | 1             | 1             | 1             | 0             | 7                           | 0                           | 0                           | 0                           | 12       | 1      | 1           | 0          |
| F. Bugri       | 1          | 0          | 0           | 0          | 0                 | 0                 | 0                 | 0                 | 0             | 0             | 0             | 0             | 1                           | 0                           | 0                           | 0                           | 2        | 0      | 0           | 0          |
| C. Casey       | 0          | 0          | 0           | 0          | 0                 | 0                 | 0                 | 0                 | 0             | 0             | 0             | 0             | 0                           | 0                           | 0                           | 0                           | 0        | 0      | 0           | 0          |
| G. Demel       | 0          | 0          | 0           | 0          | 0                 | 0                 | 0                 | 0                 | 0             | 0             | 0             | 0             | 0                           | 0                           | 0                           | 0                           | 0        | 0      | 0           | 0          |
| D. Dedê        | 28         | 1          | 4           | 0          | 0                 | 0                 | 0                 | 0                 | 1             | 0             | 1             | 0             | 16                          | 0                           | 4                           | 0                           | 45       | 1      | 9           | 0          |
| E. Evanílson   | 27         | 1          | 9           | 0          | 0                 | 0                 | 0                 | 0                 | 2             | 0             | 0             | 0             | 17                          | 0                           | 2                           | 0                           | 46       | 1      | 11          | 0          |
| E. Ewerthon    | 27         | 10         | 4           | 0          | 0                 | 0                 | 0                 | 0                 | 0             | 0             | 0             | 0             | 7                           | 2                           | 0                           | 0                           | 34       | 12     | 4           | 0          |
| J. Heinrich    | 16         | 2          | 3           | 0          | 0                 | 0                 | 0                 | 0                 | 2             | 0             | 1             | 0             | 8                           | 1                           | 0                           | 0                           | 26       | 3      | 4           | 0          |
| H. Herrlich    | 10         | 0          | 0           | 0          | 0                 | 0                 | 0                 | 0                 | 0             | 0             | 0             | 0             | 3                           | 0                           | 1                           | 0                           | 13       | 0      | 1           | 0          |
| S. Kapetanović | 0          | 0          | 0           | 0          | 1                 | 0                 | 0                 | 0                 | 0             | 0             | 0             | 0             | 0                           | 0                           | 0                           | 0                           | 1        | 0      | 0           | 0          |
| S. Kehl        | 15         | 1          | 3           | 0          | 0                 | 0                 | 0                 | 0                 | 0             | 0             | 0             | 0             | 0                           | 0                           | 0                           | 0                           | 15       | 1      | 3           | 0          |
| J. Kohler      | 22         | 0          | 3           | 0          | 0                 | 0                 | 0                 | 0                 | 1             | 1             | 0             | 0             | 10                          | 0                           | 1                           | 0                           | 33       | 1      | 4           | 0          |
| J. Koller      | 33         | 11         | 1           | 1          | 1                 | 0                 | 0                 | 0                 | 1             | 0             | 0             | 0             | 14                          | 6                           | 1                           | 0                           | 49       | 17     | 2           | 1          |
| F. Kringe      | 0          | 0          | 0           | 0          | 0                 | 0                 | 0                 | 0                 | 0             | 0             | 0             | 0             | 0                           | 0                           | 0                           | 0                           | 0        | 0      | 0           | 0          |
| E. Krontiris   | 0          | 0          | 0           | 0          | 1                 | 0                 | 0                 | 0                 | 0             | 0             | 0             | 0             | 0                           | 0                           | 0                           | 0                           | 1        | 0      | 0           | 0          |
| A. Kuschmann   | 0          | 0          | 0           | 0          | 0                 | 0                 | 0                 | 0                 | 0             | 0             | 0             | 0             | 0                           | 0                           | 0                           | 0                           | 0        | 0      | 0           | 0          |
| P. Laux        | 5          | 0          | 0           | 0          | 1                 | 0                 | 0                 | 0                 | 0             | 0             | 0             | 0             | 0                           | 0                           | 0                           | 0                           | 6        | 0      | 0           | 0          |
| J. Lehmann     | 30         | 0          | 2           | 0          | 0                 | 0                 | 0                 | 0                 | 2             | 0             | 0             | 0             | 17                          | 0                           | 0                           | 0                           | 49       | 0      | 2           | 0          |
| A. Madouni     | 7          | 0          | 1           | 0          | 1                 | 0                 | 0                 | 0                 | 0             | 0             | 0             | 0             | 3                           | 0                           | 0                           | 0                           | 11       | 0      | 1           | 0          |
| C. Metzelder   | 25         | 0          | 3           | 0          | 1                 | 0                 | 1                 | 0                 | 2             | 0             | 0             | 0             | 12                          | 0                           | 4                           | 0                           | 40       | 0      | 8           | 0          |
| D. Odonkor     | 2          | 0          | 0           | 0          | 0                 | 0                 | 0                 | 0                 | 0             | 0             | 0             | 0             | 1                           | 0                           | 0                           | 0                           | 3        | 0      | 0           | 0          |
| S. Oliseh      | 18         | 1          | 2           | 0          | 0                 | 0                 | 0                 | 0                 | 0             | 0             | 0             | 0             | 13                          | 1                           | 2                           | 0                           | 31       | 2      | 4           | 0          |
| M. Ratajczak   | 0          | 0          | 0           | 0          | 0                 | 0                 | 0                 | 0                 | 0             | 0             | 0             | 0             | 0                           | 0                           | 0                           | 0                           | 0        | 0      | 0           | 0          |
| G. Reina       | 6          | 1          | 0           | 0          | 0                 | 0                 | 0                 | 0                 | 2             | 0             | 0             | 0             | 3                           | 0                           | 0                           | 0                           | 11       | 1      | 0           | 0          |
| S. Reuter      | 28         | 0          | 5           | 0          | 0                 | 0                 | 0                 | 0                 | 2             | 0             | 0             | 0             | 15                          | 0                           | 4                           | 0                           | 45       | 0      | 9           | 0          |
| L. Ricken      | 28         | 6          | 6           | 0          | 1                 | 0                 | 0                 | 0                 | 2             | 0             | 1             | 0             | 15                          | 4                           | 2                           | 0                           | 46       | 10     | 9           | 0          |
| T. Rosický     | 30         | 5          | 5           | 1          | 1                 | 0                 | 0                 | 0                 | 2             | 0             | 0             | 0             | 16                          | 1                           | 4                           | 0                           | 49       | 6      | 9           | 1          |
| M. Stević      | 24         | 2          | 5           | 0          | 1                 | 0                 | 0                 | 0                 | 1             | 0             | 0             | 0             | 12                          | 0                           | 2                           | 0                           | 38       | 2      | 7           | 0          |
| J. Sørensen    | 15         | 0          | 0           | 0          | 1                 | 0                 | 0                 | 0                 | 1             | 0             | 0             | 0             | 8                           | 0                           | 0                           | 0                           | 25       | 0      | 0           | 0          |
| F. Thorwart    | 0          | 0          | 0           | 0          | 0                 | 0                 | 0                 | 0                 | 0             | 0             | 0             | 0             | 0                           | 0                           | 0                           | 0                           | 0        | 0      | 0           | 0          |
| C. Wörns       | 29         | 2          | 5           | 1          | 1                 | 0                 | 0                 | 0                 | 2             | 0             | 1             | 0             | 16                          | 0                           | 0                           | 0                           | 48       | 2      | 6           | 1          |